# Chaerephon
Chaerephon és un subgènere de ratpenats de la família dels molòssids i del gènere Mops, anteriorment considerat un gènere a part.

## Taxonomia
- Ratpenat cuallarg del duc dels Abruços (M. aloysiisabaudiae)
- Ratpenat cuallarg d'Ansorge (M. ansorgei)
- Ratpenat cuallarg d'Atsinanana (M. atsinanana)
- Ratpenat cuallarg de Van Bemmelen (M. bemmeleni)
- Ratpenat cuallarg tacat (M. bivittatus)
- Ratpenat cuallarg del Pacífic (M. bregullae)
- Ratpenat cuallarg de Chapin (M. chapini)
- Ratpenat cuallarg de Gallagher (M. gallagheri)
- Ratpenat cuallarg de Miller (M. jobensis)
- Ratpenat cuallarg bicolor (M. jobimena)
- Ratpenat cuallarg de Dobson (M. johorensis)
- Ratpenat cuallarg de Grandidier (M. leucogaster)
- Ratpenat cuallarg d'orelletes (M. major)
- Ratpenat cuallarg de Nigèria (M. nigeriae)
- Ratpenat cuallarg de nas arrugat (M. plicatus)
- Ratpenat cuallarg menut (M. pumilus)
- Ratpenat cuallarg de les Seychelles (M. pusillus)
- Ratpenat cuallarg rogenc (M. russatus)
- Ratpenat cuallarg de les Salomó (M. solomonis)
- Ratpenat cuallarg de São Tomé (M. tomensis)